# Shiziling Shuiku
Shiziling Shuiku är en reservoar i Kina. Den ligger i provinsen Hubei, i den centrala delen av landet, omkring 240 kilometer väster om provinshuvudstaden Wuhan. Shiziling Shuiku ligger 84 meter över havet. Arean är 1,8 kvadratkilometer. Den ligger vid sjön Lujiagang Shuiku. Trakten runt Shiziling Shuiku består till största delen av jordbruksmark. Den sträcker sig 2,2 kilometer i nord-sydlig riktning, och 2,5 kilometer i öst-västlig riktning.
Genomsnittlig årsnederbörd är 1 199 millimeter. Den regnigaste månaden är augusti, med i genomsnitt 174 mm nederbörd, och den torraste är december, med 14 mm nederbörd.